# Heterociklusos vegyület

Egy egyszerű heterociklusos vegyület: a piridin

A heterociklusos vegyületek olyan szerves vegyületek, amelyek egy gyűrűn belül legalább egy szénatomot, és a szénen kívül legalább egy másik elem atomját – például kén, oxigén vagy nitrogén – is tartalmazzák. Ezek a szerkezetek lehetnek egyszerű aromás gyűrűk vagy nem aromás gyűrűk is. Néhány példa: piridin (C5H5N), pirimidin (C4H4N2) és 1,4-dioxán (C4H8O2).
A kémia azon ágának neve, amely kizárólag a heterociklusos vegyületek szintézisével, tulajdonságaival és felhasználásával foglalkozik, heterociklusos kémia. A heterociklusos vegyületek elnevezésére a IUPAC a Hantzsch–Widman-nevezéktan használatát javasolja.
A heterociklus szó a görög heterosz (ἕτερος = másik) és kyklosz (κύκλος) szó összetételéből származik.

## 3 tagú gyűrűk
A 3-tagú gyűrűt tartalmazó heterociklusok nagyon reakcióképesek, mivel a molekulában nagy a gyűrűfeszültség. Az egy heteroatomot tartalmazó gyűrűk általában stabilak, a két heteroatomot tartalmazóak inkább reaktív köztitermékként fordulnak elő. A gyakori 3-tagú heterociklusok az alábbiak:
| Heteroatom | Telített                         | Telítetlen |
| ---------- | -------------------------------- | ---------- |
| Nitrogén   | Aziridin                         | Azirin     |
| Oxigén     | Etilén-oxid (epoxidok, oxiránok) | Oxirén     |
| Kén        | Tiirán (episzulfidok)            | Tiirén     |

A két heteroatomot tartalmazóak közé tartoznak:
| Heteroatom      | Telített   | Telítetlen |
| --------------- | ---------- | ---------- |
| Oxigén          | Dioxirán   |            |
| Nitrogén        |            | Diazirin   |
| Oxigén+nitrogén | Oxaziridin |            |

## 4 tagú gyűrűk
Egy heteroatomot tartalmazó vegyületek:
| Heteroatom | Telített | Telítetlen |
| ---------- | -------- | ---------- |
| Nitrogén   | Azetidin | Azet       |
| Oxigén     | Oxetán   | Oxet       |
| Kén        | Tietán   | Tiet       |

Két heteroatomot tartalmazó vegyületek:
| Heteroatom | Telített   | Telítetlen |
| ---------- | ---------- | ---------- |
| Nitrogén   | Diazetidin | Diazet     |
| Oxigén     | Dioxetán   | Dioxet     |
| Kén        | Ditietán   | Ditiet     |

## 5 tagú gyűrűk
Öttagú heterociklusok esetén – aromás jellegük miatt – gyakran stabilabbak a telítetlen vegyületek.
Öttagú gyűrűk egy heteroatommal:
| Heteroatom | Telített         | Telítetlen                |
| ---------- | ---------------- | ------------------------- |
| Nitrogén   | Pirrolidin       | Pirrolin 2H-pirrol Pirrol |
| Oxigén     | Tetrahidrofurán  | Dihidrofurán Furán        |
| Kén        | Tetrahidrotiofén | 2,3-Dihidrotiofén Tiofén  |
| Foszfor    |                  | Foszfol                   |
| Szilícium  |                  | Szilol                    |
| Arzén      |                  | Arzol                     |
| Antimon    |                  | Sztibol                   |

A két heteroatomot tartalmazó öttagú gyűrűs vegyületeket, melyekben legalább egy nitrogén található, összefoglaló néven azoloknak nevezzük. A tiazolok és az izotiazolok gyűrűje egy kén és egy nitrogénatomot tartalmaz. A ditiolánokban két kénatom található.
| Heteroatom      | Telített                 | Telítetlen                              |
| --------------- | ------------------------ | --------------------------------------- |
| Nitrogén        | Imidazolidin Pirazolidin | Imidazol 2-Imidazolin Pirazol Pirazolin |
| Nitrogén/oxigén | Oxazolidin Izoxazolidin  | Oxazol Oxazolin Izoxazol Izoxazolin     |
| Nitrogén/kén    | Tiazolidin Izotiazolidin | Tiazol Tiazolin Izotiazol Izotiazolin   |
| Oxigén          | Dioxolán                 |                                         |
| Oxigén/kén      | Oxatiolán                |                                         |
| Kén             | Ditiolán                 |                                         |

A három heteroatomot tartalmazó 5-tagú gyűrűs vegyületek is ismertek, ilyenek például a ditiazolok, melyekben két kén- és egy nitrogénatom található.
| Heteroatom        | Telített | Telítetlen        |
| ----------------- | -------- | ----------------- |
| Nitrogén          |          | Triazolok         |
| Nitrogén/2-kén    |          | Ditiazol          |
| 2-Nitrogén/oxigén |          | Furazán Oxadiazol |
| 2-Nitrogén/kén    |          | Tiadiazol         |

Öttagú gyűrűs vegyületek négy heteroatommal:
| Heteroatom | Telített | Telítetlen |
| ---------- | -------- | ---------- |
| Nitrogén   |          | Tetrazol   |

tetrazol

5 heteroatom esetén a vegyület inkább tekinthető szervetlen vegyületnek mint heterociklusnak. A csak nitrogént tartalmazó telítetlen vegyület a pentazol.

pentazol

## 6 tagú gyűrűk
Hattagú gyűrűk egy heteroatommal:
| Heteroatom | Telített        | Telítetlen |
| ---------- | --------------- | ---------- |
| Nitrogén   | Piperidin       | Piridin    |
| Oxigén     | Tetrahidropirán | Pirán      |
| Kén        | Tián            | Tiopirán   |

Két heteroatommal:
| Heteroatom        | Telített   | Telítetlen |
| ----------------- | ---------- | ---------- |
| Nitrogén          | Piperazin  | Diazinok   |
| Nitrogén / oxigén | Morfolin   | Oxazin     |
| Nitrogén / kén    |            | Tiazin     |
| Kén               | Ditián     |            |
| Oxigén            | 1,4-Dioxán | Dioxin     |

Három heteroatommal:
| Heteroatom     | Telített    | Telítetlen    |
| -------------- | ----------- | ------------- |
| Nitrogén       |             | 1,3,5-Triazin |
| Oxigén         | Trioxán     |               |
| Nitrogén / kén | Tiadiazinán |               |

Négy heteroatommal:
| Heteroatom | Telített | Telítetlen |
| ---------- | -------- | ---------- |
| Nitrogén   |          | Tetrazin   |

A hat nitrogén heteroatomot tartalmazó hipotetikus vegyület a hexazin lenne. Létező és stabil vegyület viszont a tetrakén-dinitrid.

## 7 tagú gyűrűk
7 tagú gyűrűk esetén nem léphet fel aromás stabilizáció. Egy heteroatomot tartalmazó vegyületek:
| Heteroatom | Telített | Telítetlen |
| ---------- | -------- | ---------- |
| Nitrogén   | Azepán   | Azepin     |
| Oxigén     | Oxepán   | Oxepin     |
| Kén        | Tiepán   | Tiepin     |
| Bór        |          | Bórepin    |

Két heteroatomot tartalmazó vegyületek:
| Heteroatom   | Telített | Telítetlen |
| ------------ | -------- | ---------- |
| Nitrogén     |          | Diazepin   |
| Nitrogén/kén |          | Tiazepin   |

## 8 tagú gyűrűk
Egy heteroatomot tartalmazó vegyületek:
| Heteroatom | Telített | Telítetlen |
| ---------- | -------- | ---------- |
| Nitrogén   | Azokán   | Azocin     |
| Oxigén     | Oxekán   |            |
| Kén        | Tiokán   |            |

## Képek
|               | Telített                | Telített                     | Telített                        | Telítetlen           | Telítetlen               | Telítetlen                  | Telítetlen |
| Heteroatom    | Nitrogén                | Oxigén                       | Kén                             | Nitrogén             | Oxigén                   | Kén                         |            |
| 3 tagú gyűrűk | 3 tagú gyűrűk           | 3 tagú gyűrűk                | 3 tagú gyűrűk                   | 3 tagú gyűrűk        | 3 tagú gyűrűk            | 3 tagú gyűrűk               |            |
| ------------- | ----------------------- | ---------------------------- | ------------------------------- | -------------------- | ------------------------ | --------------------------- | ---------- |
| Név           | Aziridin                | Oxirán                       | Tiirán                          | Azirin               | Oxirén                   | Tiirén                      |            |
| Szerkezet     | Az aziridin szerkezete  | Az oxirán szerkezete         | A tiirán szerkezete             | Az azirin szerkezete | Az oxirén szerkezete     | A tiirén szerkezete         |            |
| 4 tagú gyűrűk |                         |                              |                                 |                      |                          |                             |            |
| Név           | Azetidin                | Oxetán                       | Tietán                          | Azet                 | Oxet                     | Tiet                        |            |
| Szerkezet     | Az azetidin szerkezete  | Az oxetán szerkezete         | A tietán szerkezete             | Az azet szerkezete   | Az oxetiumion szerkezete | A Tietiumion szerkezete     |            |
| 5 tagú gyűrűk |                         |                              |                                 |                      |                          |                             |            |
| Név           | Pirrolidin              | Tetrahidrofurán              | Tetrahidrotiofén                | Pirrol               | Furán                    | Tiofén                      |            |
| Szerkezet     | A pirrolidin szerkezete | A tetrahidrofurán szerkezete | A tetrahidrotiofén szerkezete   | A pirrol szerkezete  | A furán szerkezete       | A tiofén szerkezete         |            |
| 6 tagú gyűrűk |                         |                              |                                 |                      |                          |                             |            |
| Név           | Piperidin               | Tetrahidropirán              | Tián                            | Piridin              | Pirilium                 | Tiopirán                    |            |
| Szerkezet     | A piperidin szerkezete  | A tetrahidropirán szerkezete | A tetrahidrotiopirán szerkezete | A piridin szerkezete | A piriliumion szerkezete | A tiopiriliumion szerkezete |            |
| 7 tagú gyűrűk |                         |                              |                                 |                      |                          |                             |            |
| Név           | Azepán                  | Oxepán                       | Tiepán                          | Azepin               | Oxepin                   | Tiepin                      |            |
| Szerkezet     | Az azepán szerkezete    | Az oxepán szerkezete         | A tiepán szerkezete             | Az azepin szerkezete | Az oxepin szerkezete     | A tiepin szerkezete         |            |

## Kondenzált gyűrűk
Azoknak a heterociklusos gyűrűrendszereknek, melyek formálisan egy másik – akár karbociklusos, akár heterociklusos – gyűrűvel való kondenzációval származtathatók, változatos triviális és szabályos neveik vannak. A benzollal kondenzált telítetlen nitrogén heterociklus, a pirrol – a kapcsolódás helyétől függően – indolt vagy izoindolt képez. A piridin analóg származékai a kinolin és izokinolin. Az azepin esetén a benzazepin az előnyben részesített név. Azon származékok neve, melyeknél a középső heterociklushoz két benzolgyűrű kapcsolódik, rendre karbazol, akridin és dibenzoazepin.

## Fordítás
- Ez a szócikk részben vagy egészben a Heterocyclic compound című angol Wikipédia-szócikk ezen változatának fordításán alapul.  Az eredeti cikk szerkesztőit annak laptörténete sorolja fel. Ez a jelzés csupán a megfogalmazás eredetét és a szerzői jogokat jelzi, nem szolgál a cikkben szereplő információk forrásmegjelöléseként.